# Ettore Rossi (Mediziner)
Ettore Rossi (* 31. August 1915 in Locarno; † 5. Dezember 1998 in Bern, katholisch, heimatberechtigt in Arzo) war ein Schweizer Kinderarzt.

## Leben
Ettore Rossi wurde am 31. August 1915 in Locarno als Sohn des Besitzers eines Marmorsteinbruchs und Steinhauers Ettore Giuseppe Giovanni Rossi und der Luigina geborene Jacometti geboren. Nach dem Besuch des Gymnasiums in Locarno nahm Ettore Rossi ein Studium der Medizin in Mailand auf, das er 1940 mit dem Erwerb des akademischen Grades eines Dr. med. abschloss. Daran anschliessend war Rossi als Assistent und Oberarzt am Kinderspital Zürich bei Professor Guido Fanconi tätig.
Nach seiner Habilitation im Jahr 1952 wirkte Rossi von 1957 bis 1985 als ordentlicher Professor für Kinderheilkunde und Direktor der Kinderklinik an der Universität Bern. Im 1978 eröffneten Neubau schuf Ettore Rossi ein pädiatrisches Zentrum, dem er als Lehrer und Förderer des pädiatrischen Nachwuchses zu internationalem Ansehen verhalf.
Zudem publizierte Ettore Rossi rund 400 Arbeiten, unter anderem über Kinderkardiologie, Mukoviszidose und Stoffwechselstörungen. Überdies fungierte Ettore Rossi als Mitglied und Präsident mehrerer europäischer pädiatrischer Gremien und Gesellschaften sowie von 1968 bis 1976 als Mitglied des Schweizerischen Wissenschaftsrats. 
Im Jahr 1972 wurde er zum Mitglied der Leopoldina gewählt.
Für seine Leistungen auf dem Gebiet der Kinderheilkunde erhielt Ettore Rossi insgesamt sechs Ehrendoktorate.
Ettore Rossi, der mit Valeria geborene Rossetti verheiratet war, verstarb am 5. Dezember 1998 im Alter von 83 Jahren in Bern. Er war der Bruder des Bildhauers Remo Rossi.

## Schriften (Auswahl)
- Herzkrankheiten im Säuglingsalter. Stuttgart 1954.
- Klinische Erfahrungen mit Tetracydin in der Pädiatrie. Basel 1956.
- Pädiatrie. 1986. 3. Auflage 1997, dazu Übersetzungen in italienischer, spanischer, bulgarischer sowie japanischer Sprache.